# 12, Smart
„12, Smart“ е дванадесетият студиен албум на японската група Morning Musume издаден на 12 октомври 2011 година от Zetima Records. Албумът достига 8-а позиция в японската класация за албуми.

## Списък с песните

### CD
1. „Give Me Love“ (Give me 愛, чете се като: Love, not Ai) – 4:57
2. „Only you“ – 5:19
3. „Silver no Udedokei“ (シルバーの腕時計, Silver Wristwatch) – 5:50
4. „Suki da na Kimi ga“ (好きだな君が, I Like You) – 5:13
5. „Kaiketsu Positive A“ (怪傑ポシチィブA, Extraordinary Person Positive A) – 4:59
6. „Kono Ai wo Kasanete“ (この愛を重ねて, „Growing This Love“) – 5:10
7. „Kono Chikyuu no Heiwa wo Honki de Negatterun da yo!“ (この地球の平和を本気で願ってるんだよ！, „I'm Really Wishing for Peace on Earth!“) – 5:02
8. „Kare to Issho ni Omise ga Shitai!“ (彼と一緒にお店がしたい！, „I Want to Open a Shop with Him!“) – 4:51
9. „My Way~Joshikou Hanamichi~“ (My Wai～女子校花道～, My Way ~Girls' School Flower Passageway~) – 4:35
10. „Otome no Timing“ (乙女のタイミング, A Girl's Timing) – 4:21
11. „OK YEAH!“ – 4:46
12. „Maji desu ka Ska!“ (まじですかスカ！, Seriously? Ska!) – 3:41

### DVD
1. „Kono Chikyuu no Heiwa wo Honki de Negatterun da yo! (соло версия на Ай Такахаши)“
2. „Kono Chikyuu no Heiwa wo Honki de Negatterun da yo! (соло версия на Риса Ниигаки)“
3. „Kono Chikyuu no Heiwa wo Honki de Negatterun da yo! (соло версия на Саюми Мичишиге)“
4. „Kono Chikyuu no Heiwa wo Honki de Negatterun da yo! (соло версия на Рейна Танака)“
5. „Kono Chikyuu no Heiwa wo Honki de Negatterun da yo! (соло версия на Айка Мицуи)“
6. „Kono Chikyuu no Heiwa wo Honki de Negatterun da yo! (соло версия на Мидзуки Фукумура)“
7. „Kono Chikyuu no Heiwa wo Honki de Negatterun da yo! (соло версия на Ерина Икута)“
8. „Kono Chikyuu no Heiwa wo Honki de Negatterun da yo! (соло версия на Рихо Саяши)“
9. „Kono Chikyuu no Heiwa wo Honki de Negatterun da yo! (соло версия на Канон Сузуки)“
10. „Jishin Motte Yume o Motte Tobitatsu Kara / Ай Такахаши (Morning Musume)“
11. „Jishin Motte Yume o Motte Tobitatsu Kara / Ай Такахаши (Morning Musume) видеоклип: Създаване на“
12. „Album Jacket фотосесия: Създаване на“